# Maurice King
Sir Maurice Athelstan King KA (* 1. Januar 1936; † 21. September 2021) war ein Politiker aus Barbados von der Democratic Labour Party (DLP).

## Leben
King war 1976 kurzzeitig Botschafter in den USA. Nach dem erneuten Wahlsieg der Democratic Labour Party bei den Wahlen zum House of Assembly wurde er am 29. Mai 1986 von Premierminister Errol Walton Barrow als Generalstaatsanwalt (Attorney General) erstmals in eine Regierung berufen und bekleidete diese Funktion auch unter Barrows Nachfolger Lloyd Erskine Sandiford bis zur Niederlage der DLP gegen die Barbados Labour Party (BLP) und dem Ende der Amtszeit Sandifords am 7. September 1994.
Neben seiner Funktion als Generalstaatsanwalt übernahm King im Rahmen einer Kabinettsumbildung 1989 von James Cameron Tudor auch das Amt des Außenministers und bekleidete dieses Amt bis zu seiner Ablösung durch Branford Taitt 1993.
Für seine langjährigen politischen Verdienste wurde King 2009 zum Knight of St Andrew des Order of Barbados geschlagen und führte seither den Namenszusatz „Sir“.